# Scopula johnstonaria
Scopula johnstonaria là một loài bướm đêm trong họ Geometridae.